# Bill Dickey
Pour les articles homonymes, voir Dickey.
William Malcolm Dickey (6 juin 1907 - 12 novembre 1993) était un joueur américain de la Ligue majeure de baseball né dans le village de Bastrop en Louisiane. Il joua durant toute sa carrière (de 1928 à 1946) en tant que receveur dans le même club : les Yankees de New York. Il est considéré comme l'un des meilleurs à ce poste de toute l'histoire du baseball. Il fut onze fois sélectionné pour le match des étoiles et gagna 8 fois la Série mondiale en 9 finales disputées avec les Yankees. En 1946 il devint en cours de saison le manager des Yankees, poste qu'il quitta à la fin de la saison pour entraîner l'équipe de Little Rock en Arkansas. En 1949, il revint à New York  pour y devenir instructeur et prendre sous son aile le jeune receveur et future légende des Yankees Yogi Berra. En 1954 il entra au Temple de la renommée du baseball.

## Biographie

### Jeunesse
Bill Dickey est né le 6 juin 1907 à Bastrop en Louisiane. Il était l'un des sept fils de John Hardy Dickey, un employé des chemins de fer, et de Laura Ann Chapman Dickey. Toute la famille partit 3 ans plus tard à Kensett, puis à Little Rock (deux villes de l'Arkansas) lorsque Bill eut 15 ans. Il commença à jouer dans l'équipe de baseball du collège catholique de Little Rock, et ensuite pour une équipe semi-professionnelle à Hot Springs. Un recruteur des Cardinals de Saint-Louis fut envoyé à Hot Springs pour faire signer un contrat au jeune receveur, mais sur la route il creva un pneu. Avant que le recruteur puisse rencontrer Bill, ce dernier avait rejoint le club des Travelers de Little Rock. À cette époque, toutes les équipes pouvaient recruter des jeunes joueurs, sans être obligées de faire partie de la Ligue majeure. Durant la saison de 1926, Dickey fut partagé entre l'équipe de classe C des Athletics de Muskogee, et l'équipe de classe A des Travelers de Little Rock. En 1927, les Travelers laissèrent leur receveur jouer dans une équipe de classe D : les Senators de Jackson. Little Rock ayant un contrat avec les White Sox de Chicago, beaucoup d'équipes de la Ligue majeure crurent que Chicago allait récupérer Dickey sans problème. Mais, comme le jeune talent et les White Sox n'avait pas signé d'accord, un recruteur des Yankees de New York sauta sur l'occasion. Après avoir regardé Dickey jouer, il implora son manager de le prendre, en lui disant: « Si vous ne l'achetez pas, j'arrête définitivement de recruter des joueurs ». Après avoir signé avec New York, Dickey finit la saison 1928 chez les Travelers à Little Rock.

### Carrière en tant que joueur professionnel

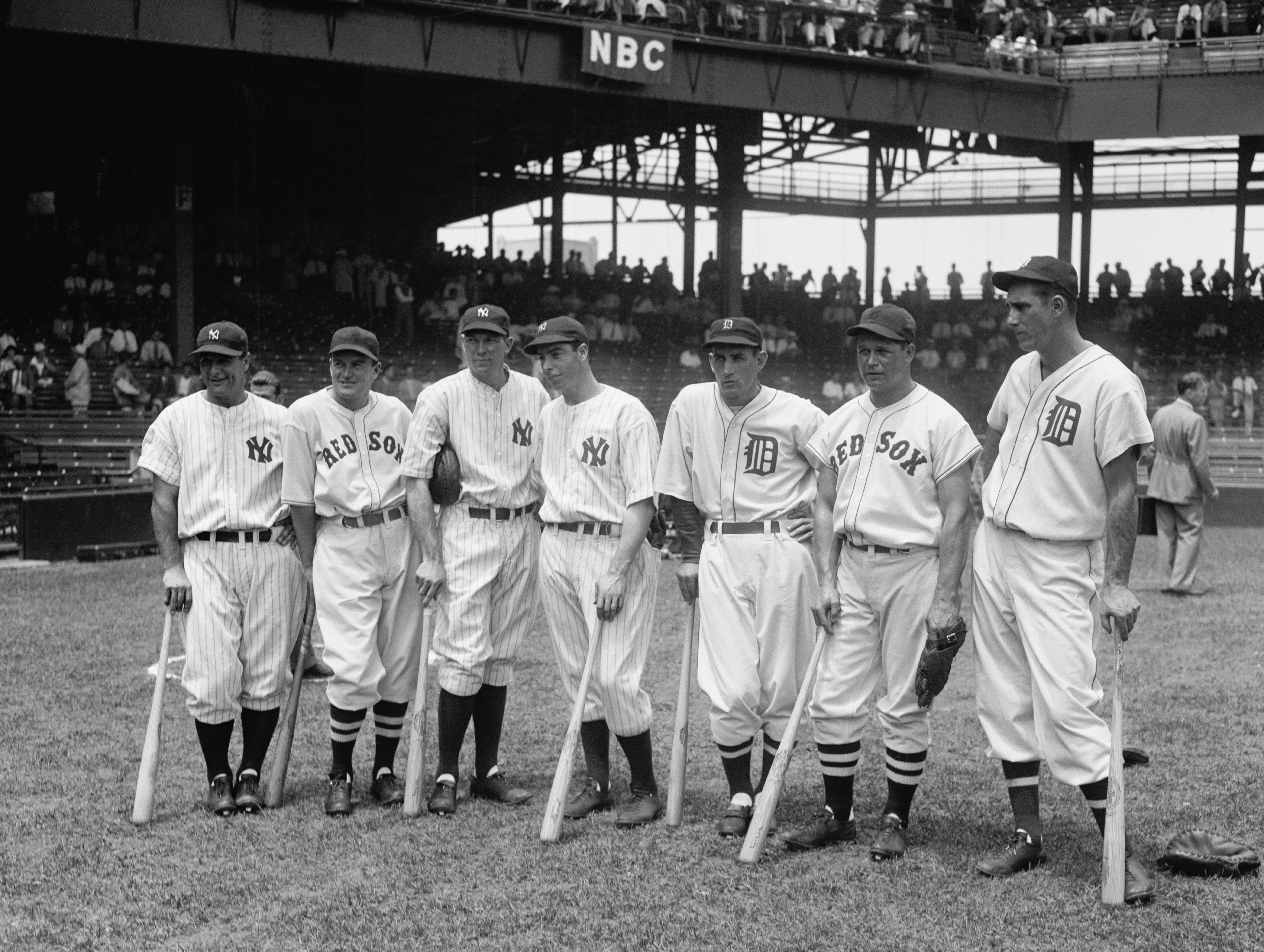
Bill Dickey (3e à partir de la gauche) lors du match des étoiles de 1937 avec Lou Gehrig, Joe Cronin, Joe DiMaggio, Charlie Gehringer, Jimmie Foxx et Hank Greenberg.

En 1929 il commença sa carrière professionnelle en tant que receveur principal des Yankees, avec une moyenne au bâton de ,324. Avec son mètre quatre-vingt-huit et ses quatre-vingt-quatre kilos, il était un très grand receveur pour l'époque, cela a surement contribué à sa longévité en tant que joueur et à la qualité de sa frappe[réf. nécessaire]. Dickey obtint une moyenne au bâton de ,313 durant sa carrière. Sa moyenne est supérieure à ,300 durant onze saisons. En 1936, il établit le record du baseball majeur pour la moyenne au bâton (,362) la plus élevée pour un receveur. Dickey est aussi connu pour ses qualités défensives : en 1931, il fut le premier receveur à ne laisser passer aucune balle sur l'ensemble d'une saison. Il fut aussi l'un des premiers receveurs à adopter une technique à une main qui, en raison de plus petites mitaines à cette époque, était beaucoup plus difficile. Sa longévité est aussi remarquable avec 13 saisons consécutives de 100 matchs ou plus à la position de receveur, un record à l'époque qui sera éventuellement battu par Johnny Bench.
Bill Dickey joue 1789 parties dans les Ligues majeures, toutes avec les Yankees. Détenteur d'une moyenne au bâton de ,313 en carrière, il réussit 1969 coups sûrs dont 202 circuits. Il compte 1209 points produits et 930 points marqués.
Il a disputé 38 matchs de Série mondiale, frappant pour ,255 avec 37 coups sûrs, 5 circuits et 24 points produits. Il joue dans 9 séries finales et les Yankees n'en perdent qu'une : celle de 1942 contre Saint-Louis. Il savoure la conquête du titre en 1932 sur les Cubs de Chicago, en 1936 et 1937 sur les Giants de New York, en 1938 sur les Cubs, en 1939 sur les Reds de Cincinnati, en 1941 sur les Dodgers de Brooklyn et en 1943 sur les Cardinals de Saint-Louis.

### Carrière d'entraîneur
Pendant la Seconde Guerre mondiale, Dickey est contraint de rejoindre la marine et rate les saisons 1944 et 1945. Il reprend le baseball en 1946. Vers la fin de cette saison, le gérant Joe McCarthy, qui ne s'entend pas avec le propriétaire du club Larry MacPhail, remet sa démission. Dickey devient joueur et manager au 36e match de la saison et cumule les deux fonctions pour 105 parties, New York en gagnant 57 avant que Johnny Neun ne vienne diriger l'équipe pour les 14 dernières rencontres.
Ayant lui-même des désaccord avec le propriétaire MacPhail, Dickey démissionne au dernier jour de la saison. Cette démission met aussi fin à sa carrière de joueur.
Lors de la saison 1947 Dickey retourna à Little Rock pour prendre la direction de son club formateur, les Travelers. Mais à la fin de l'année il quitte son poste. Il revient dans le monde du baseball en 1949, rejoignant le personnel d'instructeur de Casey Stengel. Dickey fut désigné pour entrainer une nouvelle recrue : Yogi Berra. Berra confia au journalistes « Bill m'a transmis son expérience». Plus tard Berra battit les record du nombre de coup de circuit pour un receveur et du nombre de matchs de Série mondiale pour un receveur établis par son mentor. Il fut tout comme Dickey élu au Temple de la renommée du baseball. Dickey resta entraineur dans le staff de Stengel jusqu'à 1957 puis devint recruteur des Yankees en 1959.

## Vie personnelle
La durabilité et la frappe était aussi des qualités de son meilleur ami et colocataire lors des voyages des Yankees : Lou Gehrig ; mais les deux hommes partageaient aussi des traits de personnalité, ils étaient tous les deux des joueurs calmes et réservés et, grâce à leur conduite exemplaire tant sur le terrain qu'en dehors, ils inculquèrent un réel sens du professionnalisme à leur club. Mais malgré cela Dickey fut tout de même été impliqué dans un incident : en 1932, il reçut une amende de 1 000 $ et fut suspendu 30 jours pour avoir brisé la mâchoire de Carl Reynolds. En 1932, un autre évènement notable se produit mais celui-ci fut beaucoup plus agréable : Bill se maria avec Violette Arnold à la fin de la saison. Ils eurent une fille l'année suivante.
Le petit frère de Bill Dickey, George Dickey fit aussi carrière dans le baseball pendant 6 ans pour les White Sox de Chicago et les Red Sox de Boston.

### Fin de vie
Après sa carrière dans le baseball, Bill rejoint la société Stephens, Inc d'investissement de son frère et de Jackson T. Stephens (en) à Little Rock. Le Dickey-Stephens Park, un stade de baseball à North Little Rock en Arkansas, est inauguré en 2007 et nommé en l'honneur des frères Bill et George Dickey, et des frères Jackson et Will Stephens.
Bill Dickey meurt le 12 novembre 1993 à l'âge de 86 ans. Il est enterré au cimetière Roselawn Memorial Park de Little Rock, en Arkansas.

## Palmarès et honneurs

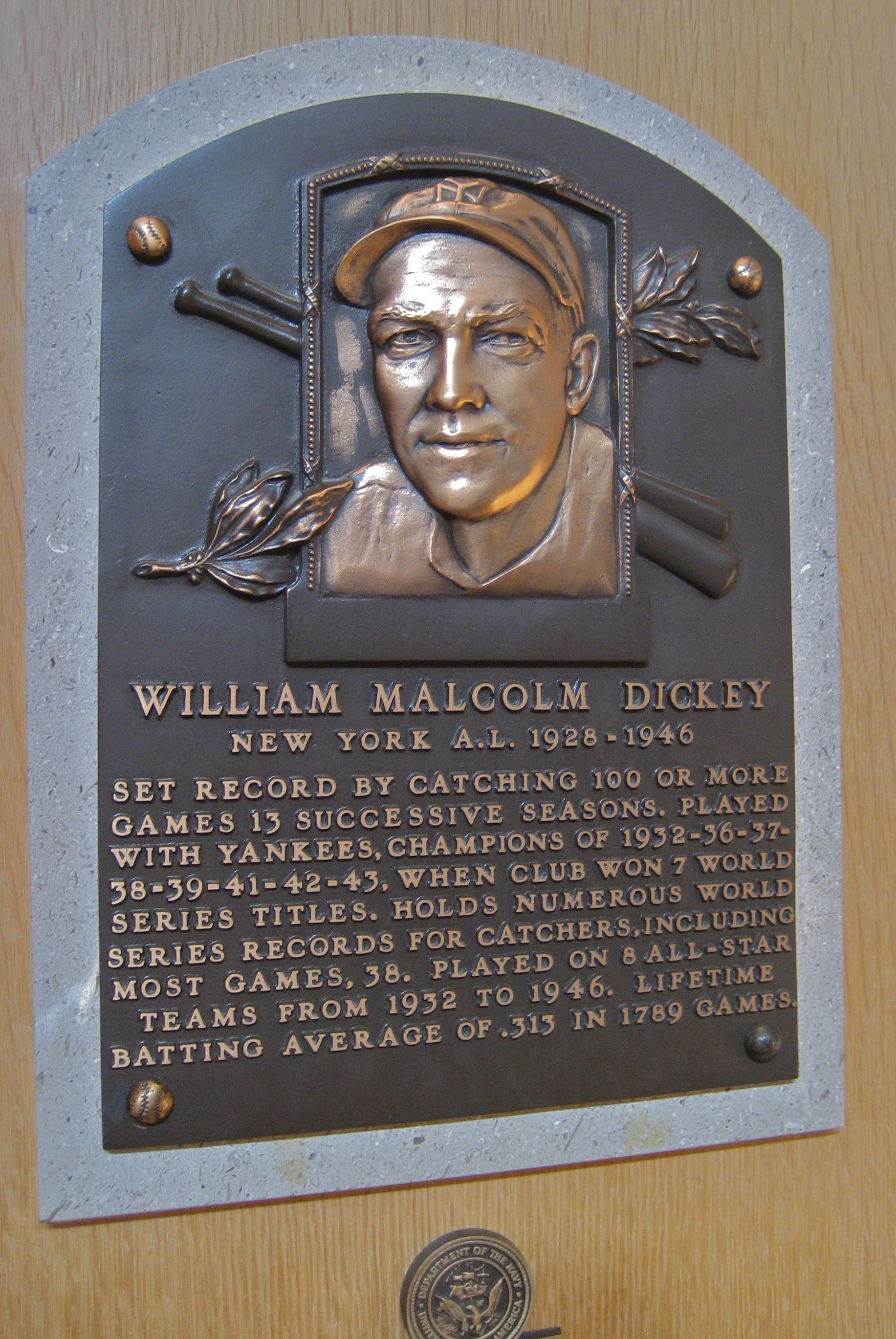
La plaque de Bill Dickey au Temple de la renommée du baseball

En 1954, Bill Dickey est élu au Temple de la renommée du baseball avec plus de 80 % des votes. En 1959, il est l'un des cinq premiers sportifs à entrer au Panthéon Sportif de l'Arkansas (Arkansas Sports Hall of Fame). Son numéro 8 fut retiré en son honneur mais aussi en l'honneur de Yogi Berra qui porta aussi ce numéro. Ce fut la première fois qu'un numéro fut retiré en l'honneur de deux joueurs chez les Yankees.
- 11 fois sélectionné pour Match des étoiles (1933, 1934, 1936-1943, 1946)
- 14 fois vainqueur de la Série mondiale avec les Yankees, soit 8 fois en tant que joueur (1932, 1936-1939, 1941, 1943) et 6 en tant qu'instructeur (1949-1953, 1956).

## Carrière dans le cinéma
Après et pendant sa carrière de joueur, Dickey apparut dans deux films sur le baseball de Sam Wood. En 1942, ce dernier commença à tourner Vainqueur du destin (The Pride of the Yankees). Le film traitant de l'histoire de Lou Gehrig et Dickey étant son meilleur ami, ce dernier fut choisi pour jouer son propre rôle aux côtés de Gary Cooper. En 1949, il fut rappelé par le réalisateur pour faire une courte apparition dans Un homme change son destin (The Stratton Story), un film sur un joueur ayant perdu une jambe mais qui réussit une carrière professionnelle.